# Сан-Кристобаль (провінція)
Сан-Крістобаль (ісп. San Cristóbal) — провінція на півдні Домініканської Республіки. Первинно мала назву Трухільйо — на честь домініканського диктатора Рафаеля Трухільйо; сучасну назву отримала після убивства останнього 1961 року. До 1992 року включала до свого складу територію сучасної провінції Монте-Плата.

## Адміністративний поділ
Провінція поділяється на вісім муніципалітетів (municipio), а ті, у свою чергу — на шість муніципальних районів (distrito municipal — D.M.):
- Бахос-де-Айна
  - Ель-Карріль (D.M.)
- Вілья-Альтаграсія
  - Ла-Кучілла (D.M.)
  - Медіна (D.M.)
  - Сан-Хосе-дель-Пуерто (D.M.)
- Камбіта-Гарабітос
  - Камбіта-ель-Пуеблесіто (D.M.)
- Лос-Какаос
- Сабана-Гранде-де-Паленке
  - Ато-Дамас (D.M.)
- Сан-Грегоріо-де-Нігуа
- Сан-Крістобаль
- Ягуате

## Населення
Станом на 2012 рік чисельність населення провінції за муніципалітетами становить:
| № | Назва                    | Загальне число | Міське населення | Сільське населення |
| - | ------------------------ | -------------- | ---------------- | ------------------ |
| 1 | Бахос-де-Айна            | 158 985        | 79 856           | 79 129             |
| 2 | Вілья-Альтаграсія        | 169 655        | 78 623           | 91 032             |
| 3 | Камбіта-Гарабітос        | 42 589         | 18 659           | 23 930             |
| 4 | Лос-Какаос               | 49 858         | 9652             | 40 206             |
| 5 | Сабана-Гранде-де-Паленке | 30 247         | 12 589           | 17 658             |
| 6 | Сан-Грегоріо-де-Нігуа    | 40 589         | 20 154           | 20 435             |
| 7 | Сан-Крістобаль           | 275 232        | 178 574          | 96 658             |
| 8 | Ягуате                   | 92 586         | 46 058           | 46 528             |
|   | Разом                    | 859 741        | 444 165          | 415 576            |